# 雲咸街

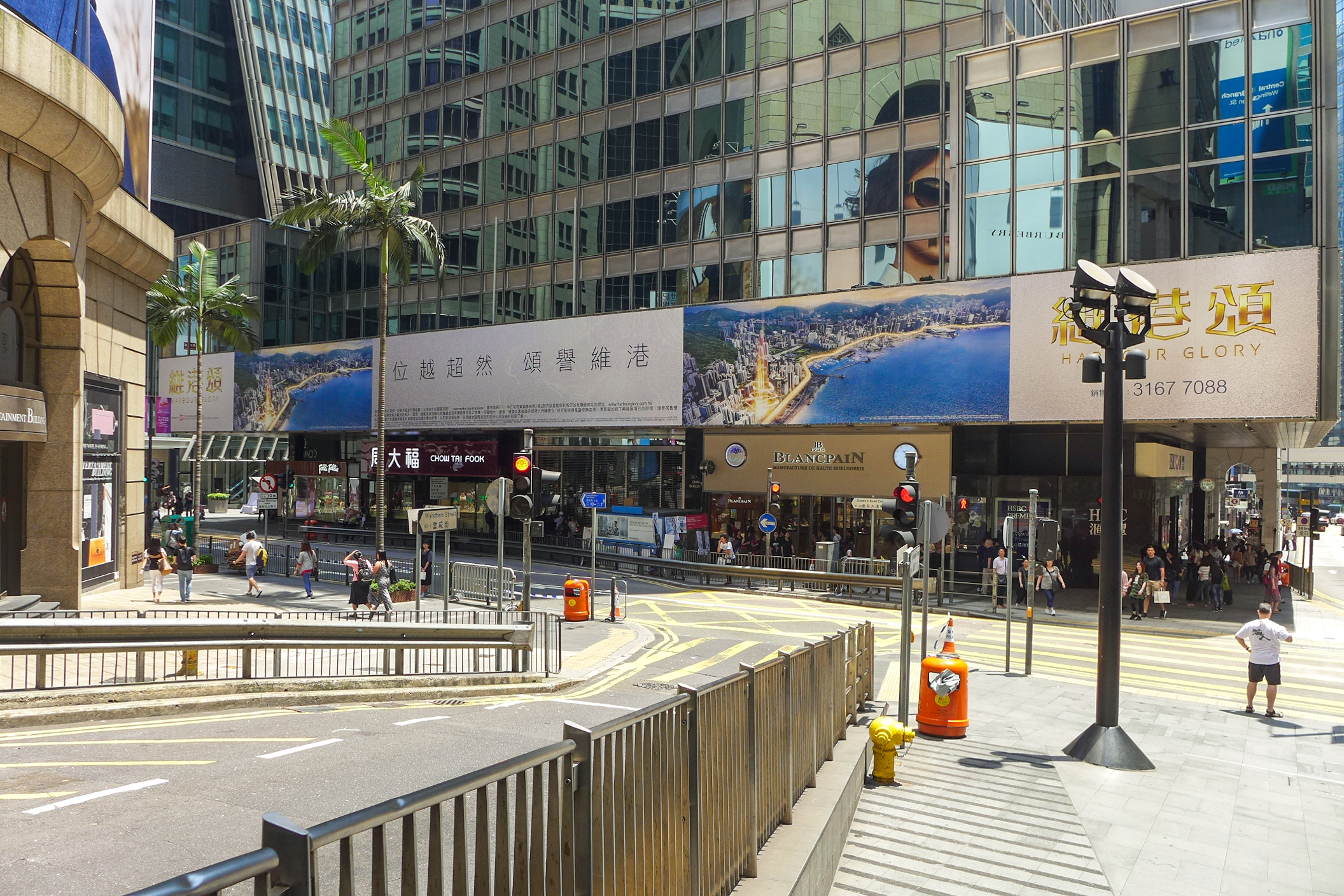
由雲咸街望畢打街

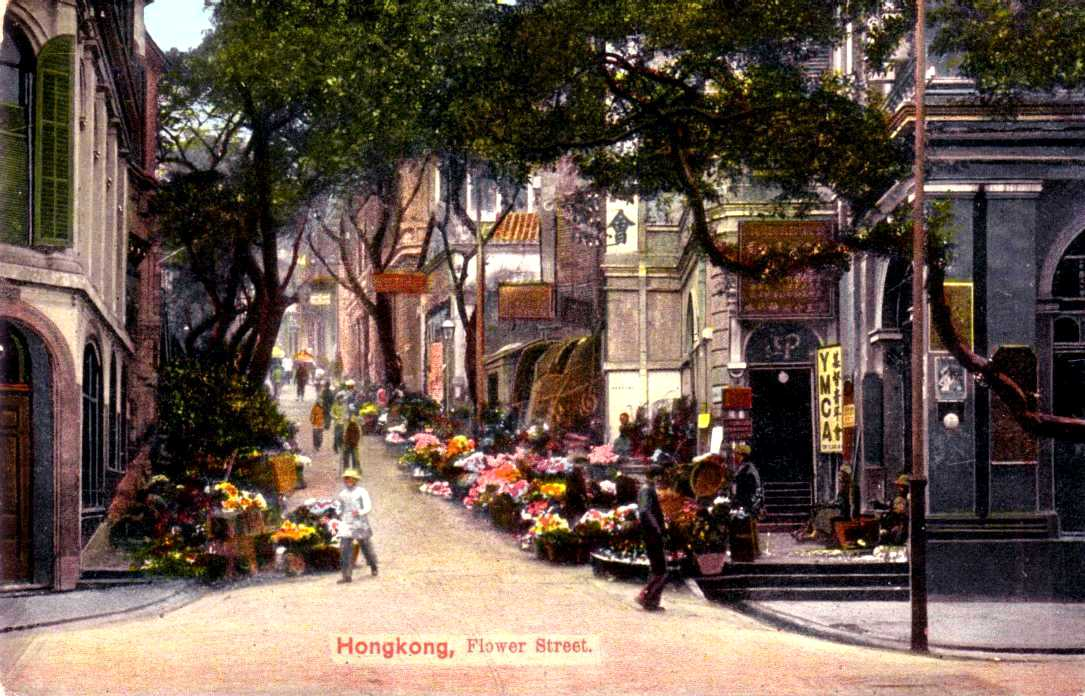
約1920年的「花街」明信片，即今日雲咸街

雲咸街（英語：Wyndham Street）是香港中西區的一條街道，位於香港島中環及半山區一帶，蘭桂坊的地域內，鄰近中環蘇豪區。街道為雙線單程行車，由山上的荷李活道及亞畢諾道交界，至山下與皇后大道中及畢打街交界，那裡有一家國際連鎖式百貨店馬莎百貨。
雲咸街沿途有不少酒吧、異國餐廳及香港藝穗會，是中產階層、外籍人士及遊客於工餘和假日駐足之處。

## 歷史
雲咸街於1842年開通，以連貫同期通車的皇后大道和荷李活道，為香港開埠初期闢建的道路之一。雲咸街一帶是開埠後維多利亞城的核心組成部分，鄰近有座畢打山，是船政司畢打上尉的官邸。此山下即是現在的畢打街。

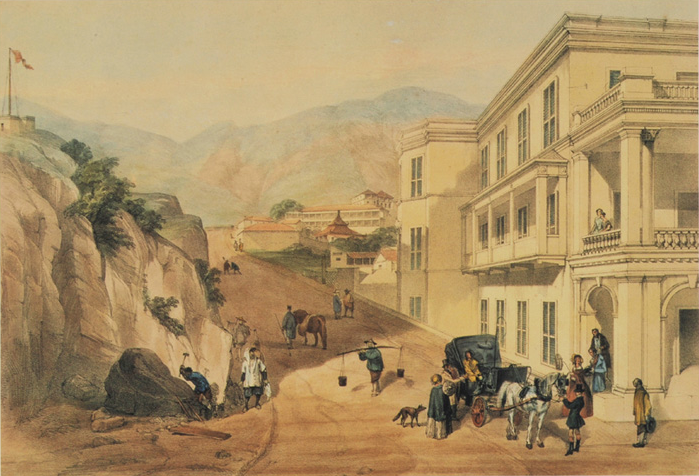
1846年與皇后大道中之交界
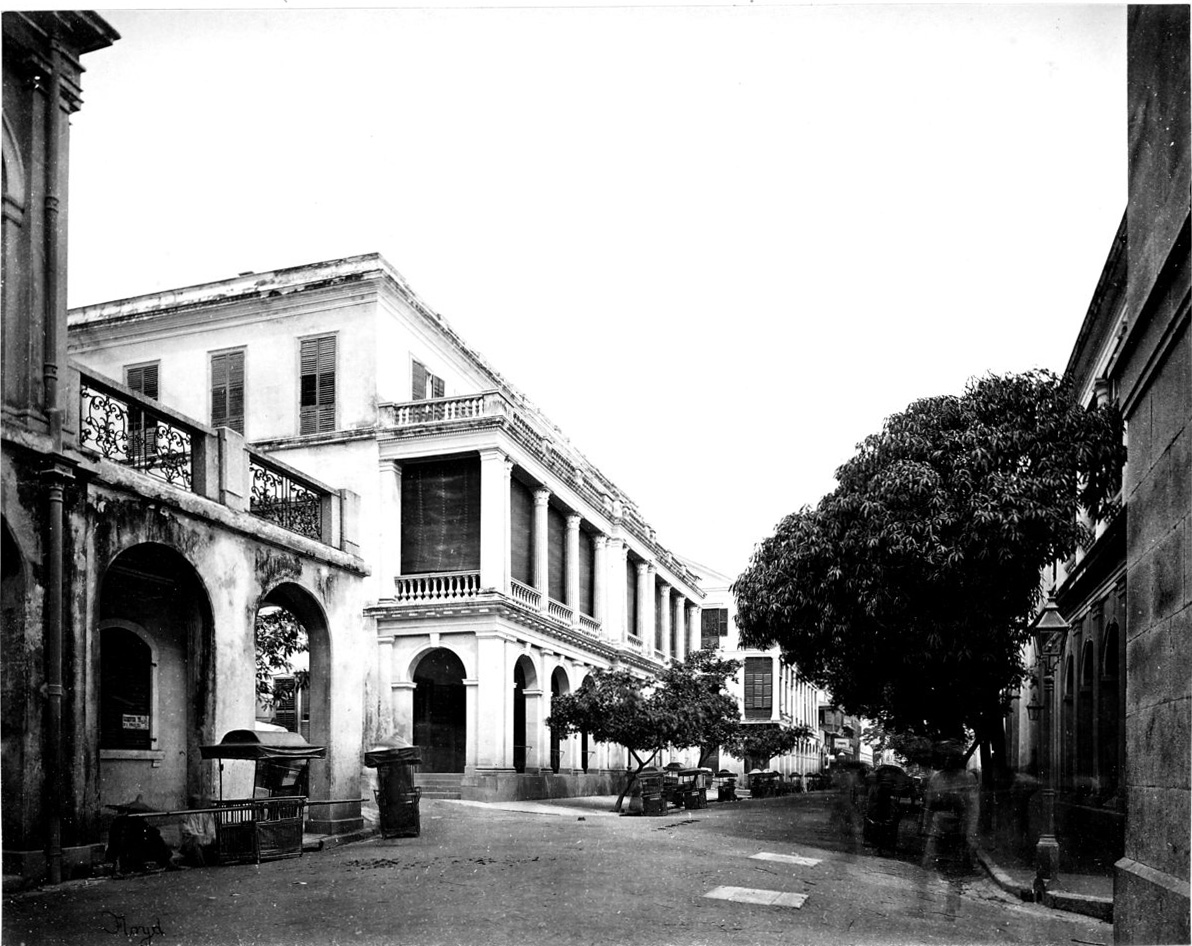
1873年與皇后大道中之交界
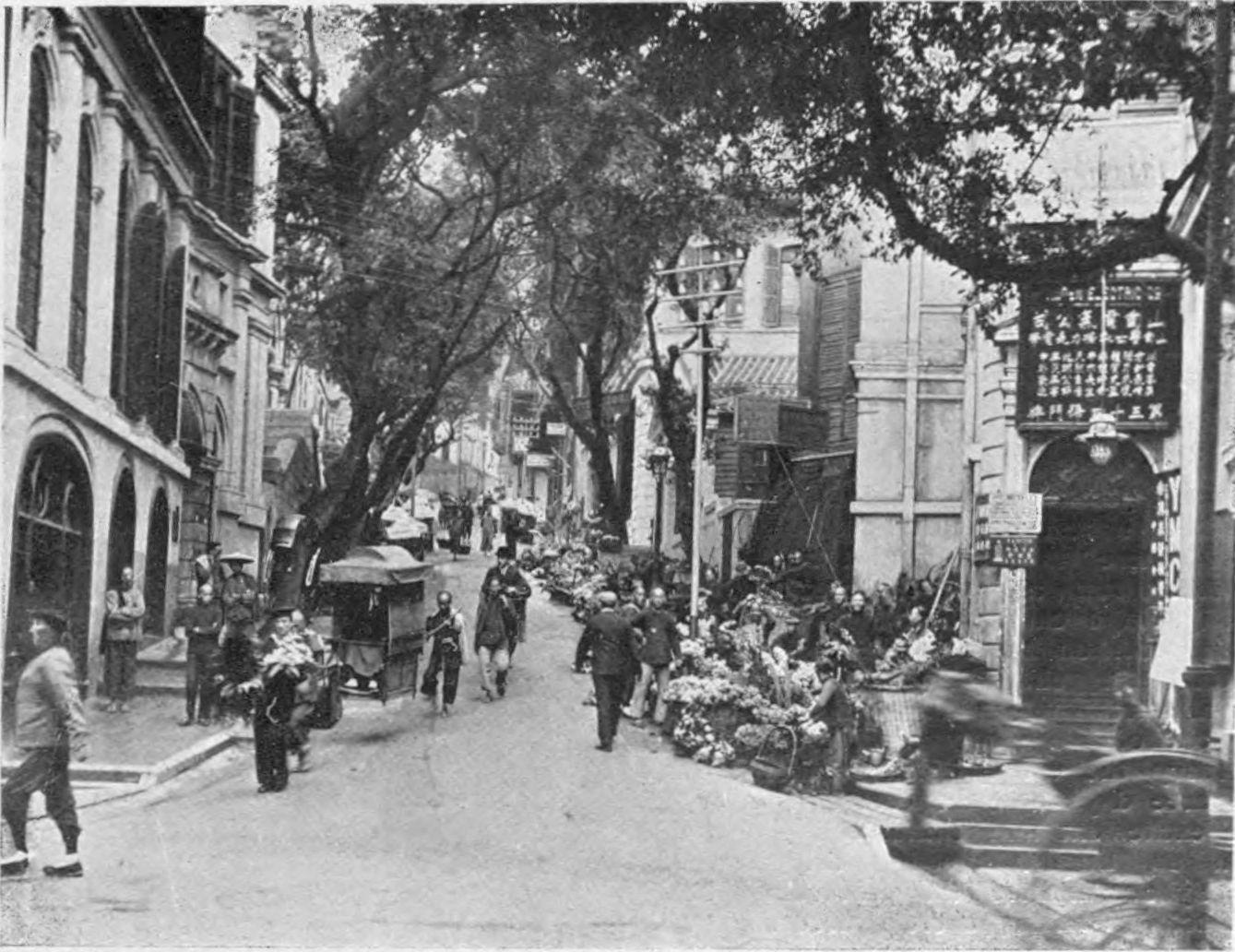
1908年與皇后大道中之交界

## 沿路著名地點
- 雲咸街郵政局
- 中匯大廈
- 香港藝穗會
- 娛樂行
- 舊香港會所大廈（第一代）

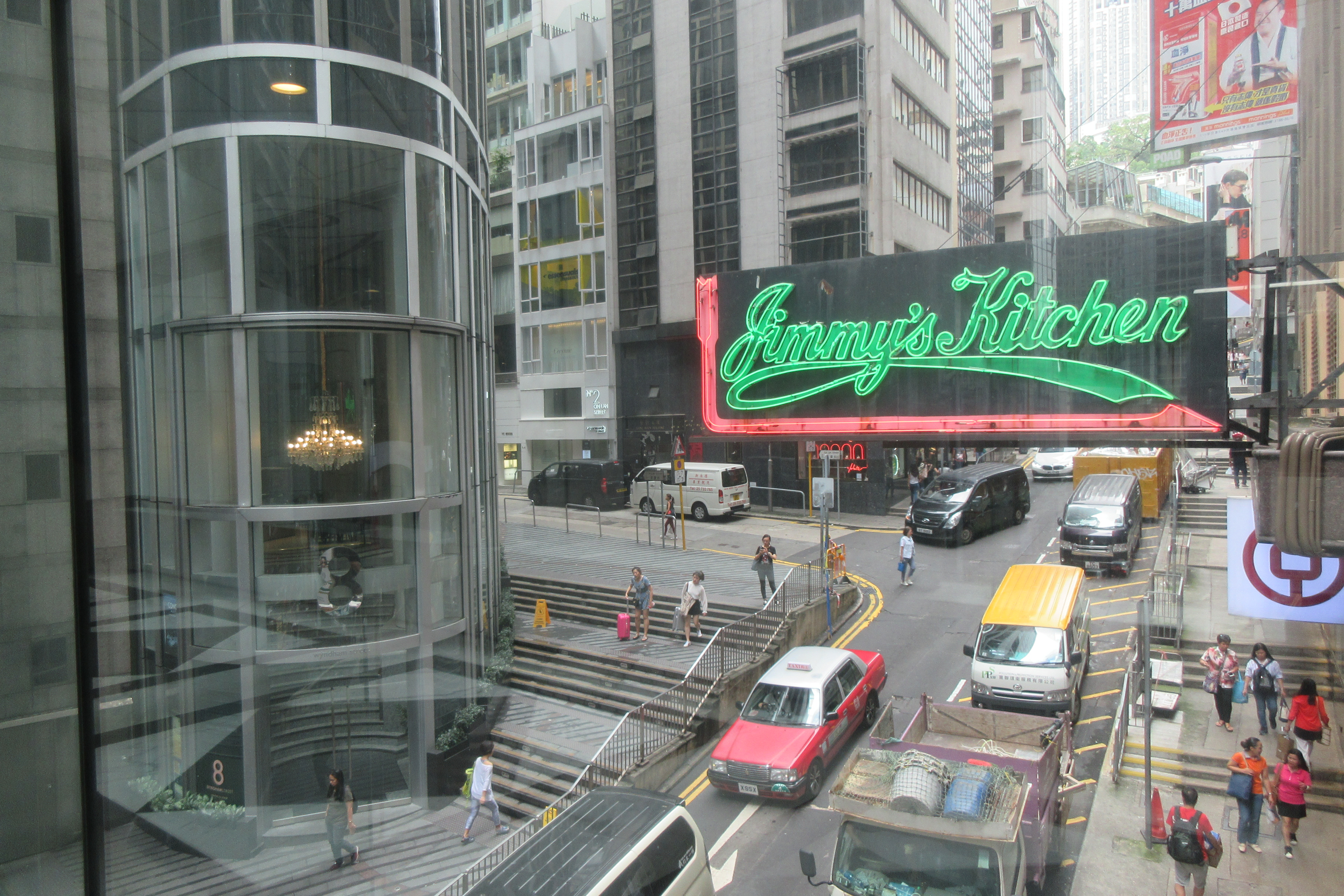
雲咸街及 Jimmy's Kitchen 的霓虹燈招牌

- Jimmy's Kitchen（位於雲咸街1-3號南華大廈地下，逾92年歷史的老牌西餐廳，於2020年4月13日因租約期滿而需搬遷[3]）

## 事故
這條街道下坡道常有交通意外發生，多數因重型車輛衝下而引致人命傷亡。1997年8月28日中午，雲咸街與皇后大道中交界發生的探員駕車撞向人群事件，有關意外導致三死十傷。發生嚴重車禍後，已鋪設「防滑鋼沙」及設有最少四組路牌，但並無改變行車方向。2000年4月29日，一輛24噸重泥頭車，駛入限制五點五噸重以上車輛使用的雲咸街時失控，沿斜路直衝向雲咸街與皇后大道中交界，掃毀20米長鐵欄後，再撼向娛樂行外棚架便告停下，事件中三男一女受傷。

## 外部連結
- 圖說雲咸街滄桑：1840年代-1960年代
- 雲咸街地圖